# Tabomeeres
Tabomeeres là một chi bướm đêm thuộc họ Noctuidae.

## Các loài
- Tabomeeres dolera Turner, 1939